# Christian Heinz

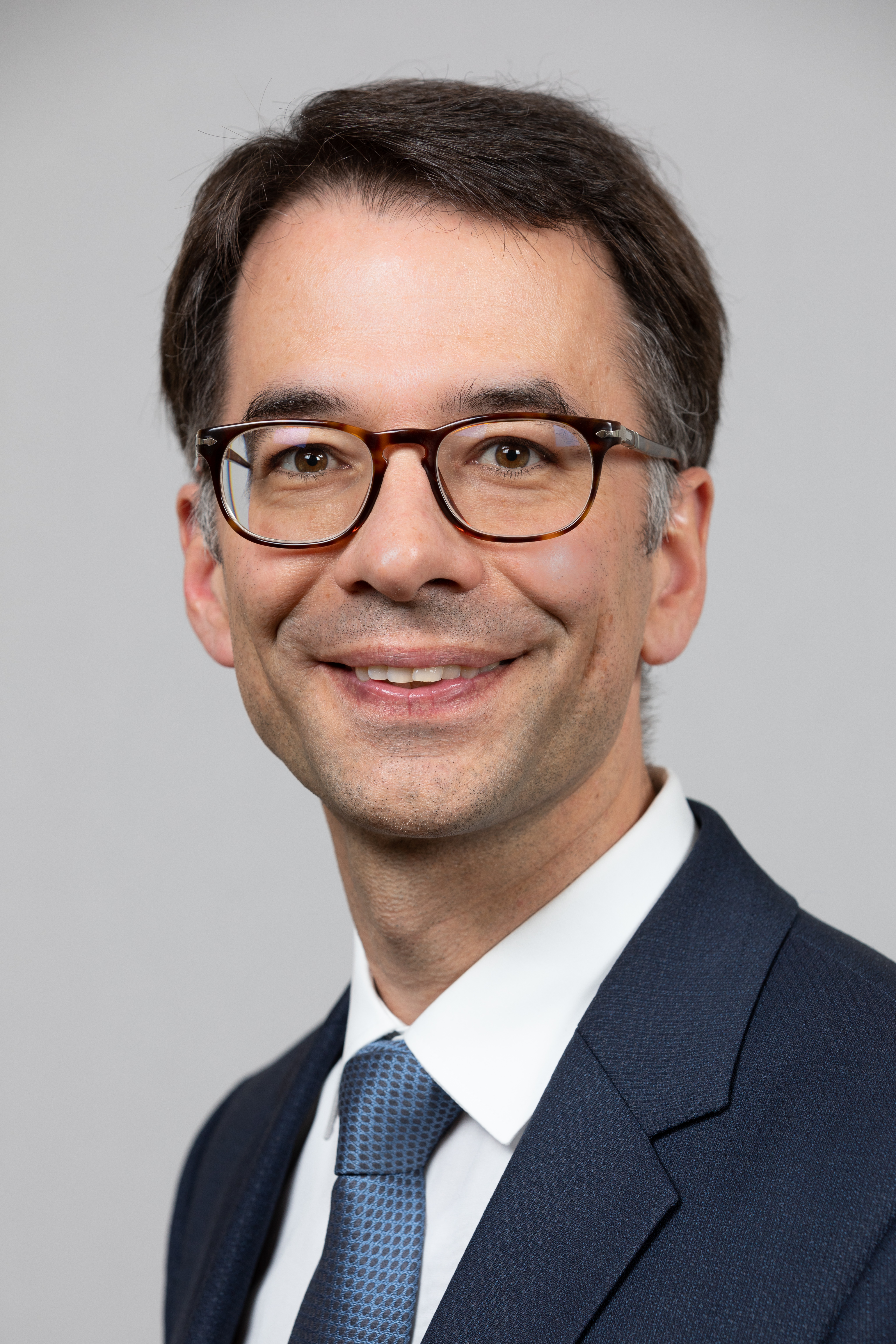
Christian Heinz (2019)

Christian Heinz (* 6. Juni 1976 in Frankfurt am Main) ist ein deutscher Politiker (CDU). Seit dem 18. Januar 2024 ist er Hessischer Minister der Justiz und für den Rechtsstaat im Kabinett Rhein II und seit 2010 Abgeordneter des Hessischen Landtags. Bis zu seiner Ernennung zum Minister war er stellvertretender Vorsitzender und Sprecher der CDU-Landtagsfraktion im Rechtsausschuss.

## Ausbildung und Beruf
Christian Heinz legte 1995 das Abitur, am Friedrich-Dessauer-Gymnasium in Frankfurt am Main, ab und leistete anschließend Grundwehrdienst. 1996 bis 2000 studierte er Rechtswissenschaften an der Johannes-Gutenberg-Universität in Mainz als Stipendiat der Konrad-Adenauer-Stiftung. Das Studium schloss er 2000 mit dem ersten Juristischem Staatsexamen ab. 2002 legte er das zweite Juristische Staatsexamen ab, nachdem er 2000 bis 2002 das Rechtsreferendariat absolvierte.
Seit Dezember 2002 war er im hessischen Landesdienst tätig. Bis 2004 arbeitete er in der Hessischen Staatskanzlei, dem Regierungspräsidium Gießen und beim Landrat des Rheingau-Taunus-Kreises. 2004 bis 2006 war er Referent für Europaangelegenheiten in der Hessischen Landesvertretung in Berlin und 2006 bis 2008 Referent im Referat Landtags- und Kabinettsangelegenheiten, Innenministerkonferenz im Hessischen Innenministerium. 2008 bis 2010 wirkte er als Leiter des Referates Parlaments- und Kabinettsangelegenheiten, Innenministerkonferenz und EU-Koordination im Hessischen Innenministerium.
Christian Heinz ist seit 2009 verheiratet und hat drei Kinder. Seit 1997 ist er Mitglied der katholischen Studentenverbindung VKDSt Hasso-Rhenania Mainz im Cartellverband.

## Politik
Christian Heinz ist Mitglied der CDU. 1992 trat er in die Junge Union Eppstein ein und übte dort verschiedene Positionen aus. Zwischen 1993 und 2001 war er unter anderem Vorsitzender der Jungen Union Eppstein, stellvertretender Kreisvorsitzender der JU Main-Taunus und Mitglied des Landesvorstandes der JU Hessen.
Seit September 2000 ist er Stadtverordneter der Stadt Eppstein. Seit April 2011 ist er Vorsitzender der CDU-Stadtverordnetenfraktion. Ferner gehört er seit April 2011 dem Kreistag des Main-Taunus-Kreises an. Seit 2015 ist er stellvertretender Vorsitzender der CDU-Kreistagsfraktion.
Er ist Vorsitzender des CDU-Stadtverbandes Eppstein, und darüber hinaus Vorsitzender des Landesarbeitskreises Christlich-Demokratischer Juristen in Hessen.

### Abgeordnetentätigkeit 2010–2019
Bei der Landtagswahl in Hessen 2009 kandidierte Christian Heinz als Ersatzkandidat für Roland Koch im Wahlkreis Main-Taunus I für den Hessischen Landtag. Nach dem Ausscheiden Kochs aus dem Landtag mit Ablauf des 1. Septembers 2010 rückte er am 2. September 2010 in den Landtag nach.
In der 18. Legislaturperiode des Hessischen Landtags war Christian Heinz Mitglied des Innenausschusses und des Rechtsausschusses. Darüber hinaus wählte die CDU-Fraktion ihn als Sprecher im Unterausschuss Datenschutz, dessen stellvertretenden Vorsitz er innehatte. Christian Heinz war zudem Mitglied des Unterausschuss Justizvollzug, der Artikel-13-Grundgesetz-Kommission (Wohnraumüberwachung) und des Untersuchungsausschusses 18/3 (European Business School).
Bei der Landtagswahl in Hessen 2013 gewann Christian Heinz das Direktmandat im Wahlkreis Main-Taunus I mit 50,1 Prozent der Stimmen.
In der folgenden 19. Legislaturperiode war er Vorsitzender des Rechtsausschusses sowie Mitglied des Innen- und Hauptausschuss. Darüber hinaus leitete Christian Heinz die Untersuchungsausschüsse 19/1 (Biblis) und 19/3 (Palantir) als Vorsitzender. Er wurde erneut zum Fraktionssprecher im Unterausschuss Datenschutz gewählt und gehörte weiter der Artikel-13-Grundgesetz-Kommission an. Zudem war er Mitglied des Wahlausschusses zur Wahl der richterlichen Mitglieder des Staatsgerichtshofs und des Richterwahlausschusses.

### Abgeordnetentätigkeit 2019–2024
Bei der Wahl zum 20. hessischen Landtag am 28. Oktober 2018 gewann Christian Heinz erneut das Direktmandat im Wahlkreis Main-Taunus I mit 35,4 % der Stimmen, was dem fünft besten Ergebnis aller direkt gewählten Abgeordneten in Hessen entsprach. Zu Beginn der neuen Wahlperiode im Januar 2019 wurde er zum Vorsitzenden des Innenausschusses gewählt.
Der Innenausschuss befasst sich mit einer breiten Palette an landespolitischen Themen. Dazu gehören alle Fragen rund um die Polizei, den Brandschutz und die allgemeine Gefahrenabwehr. Weiterhin geht es um den Öffentlichen Dienst, den Sport und das Kommunalrecht.
Er war außerdem Sprecher der CDU-Fraktion im Rechtspolitischen Ausschuss. Bis Ende 2021 war er Mitglied im Ältestenrat und Präsidium des 20. Hessischen Landtages. Das Präsidium ist der Vorstand des Landtags und entscheidet über innere Angelegenheiten des Landtags. So legt es den Entwurf des Haushaltsplans und den Wirtschaftsplan für den Geschäftsbereich des Landtags fest.
Als Präsidiumsmitglied gehörte Christian Heinz dem Vorstand der CDU-Landtagsfraktion bereits an, im November 2021 wurde er zum stellvertretenden Fraktionsvorsitzenden gewählt.
Ab Juni 2020 bis zum Ende der Wahlperiode war Christian Heinz zudem Vorsitzender im Untersuchungsausschuss 20/1 zum Mordfall Walter Lübcke.

### Seit 2024
Bei der Wahl zum 21. Hessischen Landtag am 8. Oktober 2023 gewann Heinz erneut das Direktmandat mit 43,93 % der Erststimmen und zog somit erneut in den Hessischen Landtag ein.
Am 18. Januar 2024 wurde Heinz zum Minister für Justiz und Rechtsstaat im Kabinett Rhein II ernannt. Er trat die Nachfolge von Roman Poseck (CDU) an, der als Minister an die Spitze des Innenministeriums wechselte.

### Mitglied in der Enquetekommission Verfassung
Von Beginn des Jahres 2016 an war Christian Heinz Obmann der CDU-Fraktion in der Enquetekommission „Verfassungskonvent zur Änderung der Verfassung des Landes Hessen“. Er war damit maßgeblich an der Ausarbeitung der 15 Vorschläge zur Änderung der hessischen Landesverfassung beteiligt (u. a. Abschaffung der Todesstrafe, Bekenntnis zur Europäischen Union, Förderung des Ehrenamtes als Staatsziel). Im Rahmen der hessischen Volksabstimmung am 28. Oktober 2018 erhielten alle 15 Änderungsvorschläge die nötige Mehrheit. Die geänderte Landesverfassung ist am 22. Dezember 2018 in Kraft getreten.

### Mitglied der 17. Bundesversammlung
Christian Heinz war als Delegierter des Landes Hessen Mitglied der 17. Bundesversammlung am 13. Februar 2022 in Berlin. Im Rahmen dieser wurde Frank-Walter Steinmeier als 12. Bundespräsident der Bundesrepublik Deutschland in seinem Amt bestätigt.